# Brigador
Brigador (anciennement connu sous le nom de Matador) est un jeu vidéo de tactique en temps réel développé et édité par Stellar Jockeys, sorti en 2016 sur Windows, Mac et Linux.

## Accueil
Le jeu reçoit une moyenne agrégée de 70 % sur le site Metacritic et la note de 7/10 sur GameSpot.